# Пономарьова Ніна Аполлонівна
Ніна Аполлонівна Пономарьова (рос. Нина Аполлоновна Пономарёва; 27 квітня 1929 , Нижній Тагіл, Уральська область  — 19 серпня 2016 , Москва ), до шлюбу Ромашкова ― російська спортсменка, метальниця диска та перша олімпійська чемпіонка в СРСР.

## Життєпис
Перші кроки у спорті згадувала: «Фізичною підготовкою я почала займатись з п'яти років. Я не ковзала на льоду, не танцювала під музику хореографа у спортивному залі — тягала воду. Мої батьки будували залізничну колію через тайгу: валили дерева, розкорчовували пеньки, прокладали майбутню магістраль. А я була поруч, виконуючи усю господарську роботу, билася і змагалася з хлопцями. Стадіоном для нас був ліс з його галявинами, снарядами — стовбури дерев та каміння, планками — гілля. Я не сприймаю заяв  про те, шо ніде займатись фізичною культурою та спортом. Інша справа — немає бажання. Снаряди і доріжки — поруч, займайся на здоров'я. Я ніколи не хворіла, та й лікувати нас не було кому».
Ромашкова почала цікавитися спортом 1947 року, коли навчалася на Факультеті фізичного виховання Ставропольського державного університету. Її перший офіційний виступ відбувся 1948 року на Чемпіонаті Ставропольського Краю, де вона встановила новий регіональний рекорд, метнувши диск на 30,53 м. Уже за три роки тренувань вона стала однією з провідних радянських спортсменок. 1949 року Ромашкова посіла третє місце на чемпіонаті СРСР. Тоді ж Дмитро Марков став її тренером. 1951 року Ромашкова стала чемпіонкою СРСР. Цей успіх вона повторювала з 1952 до 1956, 1958 та 1959 року.
1952 року Ромашкова увійшла до складу радянської збірної, що вперше в історії брала участь в Олімпійських іграх. На той час олімпійський рекорд, 47,63 м, належав Гізелі Мауермаєр (Німеччина), що встановила його на Олімпійських іграх 1936 року. Ромашкова виграла кваліфікаційний раунд кидком 45,05 м (36 м було достатньо для кваліфікації). У фіналі після першої спроби Ромашкова стала другою з кидком 45,16 м, лідеркою якого стала її напарниця Ніна Думбадзе (45,85 м). Другою спробою Ромашкова побила олімпійський рекорд на понад 3 метри (50,84 м). Після цього вона залишалася лідеркою до кінця змагань. З третьої спроби вона встановила олімпійський рекорд 51,42 м і здобула першу золоту олімпійську медаль для Радянського Союзу.
| | Тільки відчувши в руці важке золоте кружало, я усвідомила, що відбулося. Я пак перша радянська олімпійська чемпіонка, перша рекордсменка XV Олімпіади… Сльози щипали очі. Яка я була рада!.. |
| — Ніна Пономарьова Оригінальний текст (рос.) Только ощутив в руке тяжелый золотой кружок, я осознала, что произошло. Ведь я первая советская олимпийская чемпионка, первая рекордсменка XV Олимпиады... Слезы щипали глаза. Как я была счастлива! | |

Менш ніж за місяць після літніх Олімпійських ігор 1952 року, 9 серпня 1952 року в Одесі Ромашкова встановила новий світовий рекорд ― 53,61 м. 1954 року вона виграла титул Європи, а 1956 ― Олімпійську бронзу. 1957 року Пономарьову нагородили орденом Червоного Прапора. 1960 року вона вдруге стала олімпійською чемпіонкою. 1966 року Пономарьова закінчила кар'єру і працювала тренеркою спочатку в Києві, а після 1998 року в Москві.

## Особисте життя
Невдовзі після Олімпіади 1952 року Ромашкова одружилася, взяла прізвище Пономарьова і народила сина.